# 邛州
邛州，中国南北朝时设置的州。
南朝梁设置邛州。唐朝初年，治所在依政县（今四川省邛崃市东南），显庆年间治所迁至临邛县（今四川省邛崃市）。相当于今四川省邛崃市、大邑县、蒲江县。唐朝时，曾改邛州为臨邛郡。明朝初年降为邛县，成化年间为邛州直隸州。清朝相沿。1913年，废除邛州。改为邛崃县。

## 隋代的邛州
| 隋代行政区划变迁 | 隋代行政区划变迁    | 隋代行政区划变迁 | 隋代行政区划变迁 | 隋代行政区划变迁 | 隋代行政区划变迁 | 隋代行政区划变迁 | 隋代行政区划变迁                                               |
| 区划             | 開皇元年            | 開皇元年         | 開皇元年         | 開皇元年         | 開皇元年         | 区划             | 大業3年                                                        |
| ---------------- | ------------------- | ---------------- | ---------------- | ---------------- | ---------------- | ---------------- | -------------------------------------------------------------- |
| 州               | 邛州                | 邛州             | 邛州             | 邛州             | 黎州             | 郡               | 臨邛郡                                                         |
| 州               | 仁寿4年，統合为雅州 |                  |                  |                  |                  | 郡               | 臨邛郡                                                         |
| 郡               | 蒙山郡              | 蒲陽郡           | 臨邛郡           | 蒲原郡           | 沈黎郡           | 县               | 严道县 名山县 依政县 臨邛县 蒲江县 臨溪县 沈黎县 盧山县 漢源县 |
| 县               | 始陽县 名山县       | 依政县           | 臨邛县           | 廣定县 臨溪县    | 沈黎县           | 县               | 严道县 名山县 依政县 臨邛县 蒲江县 臨溪县 沈黎县 盧山县 漢源县 |

## 唐代的邛州
| 唐朝邛州辖县 | 唐朝邛州辖县                                               |
| ------------ | ---------------------------------------------------------- |
| 618年        | 依政县、蒲江县、临溪县、火井县、临邛县                     |
| 626年        | 依政县、蒲江县、临溪县、火井县、临邛县（增安仁县）         |
| 643年        | 依政县、蒲江县、临溪县、火井县、临邛县（废除安仁县）       |
| 657年        | 临邛县（改治）、依政县、蒲江县、临溪县、火井县             |
| 670年        | 临邛县、依政县、蒲江县、临溪县、火井县（复置安仁县）       |
| 671年        | 临邛县、依政县、蒲江县、临溪县、火井县、安仁县（增大邑县） |

唐朝邛州刺史（都督）
- 宋大辨（武德年间）
- 元慈政（武德年间）
- 柳亨（贞观初年）
- 辛君昌（633年之前）
- 郑筠（贞观年间）
- 卢君胤（贞观年间）
- 元纯（贞观年间）
- 李行师（贞观年间）
- 赵德明（总章年间—672年）
- 窦师纶（唐高宗时）
- 唐同泰（唐高宗时）
- 皇甫文备（697年）
- 皇甫思忠（唐中宗时）
- 樊偘（景龙年间）
- 尉迟瓌（开元初年）
- 马建（开元初年）
- 吴嘉宾（734年—735年）
- 卢某（开元年间）
- 韦容成（开元年间）
- 韦虚受（天宝年间）
- 魏喆（乾元年间）
- 崔某（上元年间）
- 柏贞节（766年）
- 鲜于叔明（766年—767年）
- 元察（大历年间）
- 崔作（782年—783年）
- 裴希先（贞元初年）
- 裴察（贞元年间）
- 崔从（贞元末年）
- 崔实成（807年）
- 韦良金（809年）
- 崔励（元和年间）
- 李正卿（唐文宗时）
- 虞藏玘（851年）
- 李师望（867年—869年，定边军节度使）
- 窦滂（869年—870年，定边军节度使）
- 吴行鲁（870年）
- 张敬周（唐僖宗时）
- 安文祐（882年）
- 王建（888年—891年）
- 毛湘（890年）
- 张琳（890年）
- 周庠（891年）
- 黄崇嘏（891年）
- 王宗夔（大顺、景福年间）
- 王宗涤（892年—897年）
- 王宗祐（897年—904年）
- 苏某[2]

## 宋代的邛州
縣六：臨邛縣（熙寧五年，省臨溪縣為鎮入）、依政縣、安仁縣、大邑縣、蒲江縣、火井縣。

## 延伸阅读
[在维基数据编辑]
 《欽定古今圖書集成·方輿彙編·職方典·邛州部》，出自陈梦雷《古今圖書集成》